# Mediatriz

Construção de uma mediatriz, as extremidades do segmento são os pontos A e B da definição.

É o lugar geométrico dos pontos que equidistam de dois pontos A e B distintos. O traçado da mediatriz determina, consequentemente, o ponto médio de um segmento AB.
A função mediatriz resulta da interseção de duas expressões de circunferência:
P(Xa; Ya)  e F(Xb; Yb)
{\displaystyle (x-x{\scriptstyle {\text{a}}})^{2}+(y-y{\scriptstyle {\text{a}}})^{2}=d^{2}}e {\displaystyle (x-x{\scriptstyle {\text{b}}})^{2}+(y-y{\scriptstyle {\text{b}}})^{2}=d^{2}}
A interseção das expressões anteriores, resulta na função mediatriz entre os pontos P e F:
{\displaystyle (x-x{\scriptstyle {\text{a}}})^{2}+(y-y{\scriptstyle {\text{a}}})^{2}=(x-x{\scriptstyle {\text{b}}})^{2}+(y-y{\scriptstyle {\text{b}}})^{2}}

## Processo de construção
Etapas do traçado:
- Escolha dois pontos distintos A e B, eles formam um segmento AB
- Com centro em A trace um arco de circunferência com medida maior do que a metade
- Com centro em B repita o mesmo arco
- A mediatriz passa pelos dois pontos de interseção entre os arcos